# Jermaine Beal
Jermaine Beal (DeSoto, 4 november 1987) is een Amerikaans voormalig basketballer die doorgaans als guard speelde. 

## Carrière

### 2006-2013
Beal speelde tijdens zijn studies bij de Vanderbilt Commodores, de basketbalploeg van de Vanderbilt University. In 2010 werd hij niet geselecteerd in de NBA draft. Hij nam met de Miami Heat wel deel aan de NBA Summer League 2010. In augustus 2010 maakte Beal de overstap naar het Poolse Trefl Sopot, waarvoor hij slechts zes wedstrijden speelde. In december 2010 maakte Beal de overstap naar de Austin Spurs, actief in de NBA Development League. Vanaf 28 februari 2011 maakte Beal het seizoen 2010/2011 vol bij de Erie BayHawks. In augustus 2011 tekende Beal een contract bij het Belgische Verviers-Pepinster, waarvoor hij één seizoen zou spelen.  Na één seizoen maakte hij al de overstap naar het Braziliaanse Minas.

### 2013-2016:Perth Wildcats
Opnieuw een jaar later trok Beal naar het Australische continent om aan de slag te gaan bij de Perth Wildcats. In zijn eerste seizoen speelde hij meteen kampioen in de Australische National Basketball League. Na het seizoen speelde Beal nog zes wedstrijden voor het Puertoricaanse Piratas de Quebradillas. Tijdens het seizoen 2014/2015 verloren de Perth Wildcats in de halve finale van de play-offs. Na het seizoen trok Beal dit maal kortstondig naar het Saoedische Al-Ittihad Jeddah. Tijdens het seizoen 2015/2016 kwam Beal 33 van de 34 wedstrijden in actie, goed voor 15,6 punten, 2,4 rebounds en 3,6 assists per wedstrijd. Hiermee lag hij mee aan de basis van een nieuwe kampioenschapstitel voor de Perth Wildcats. 
Op 27 maart 2016 tekende Beal voor het Belgische Telenet Oostende, als gevolg van een blessure van Niels Marnegrave. Met Oostende won hij in 2016 zowel de Belgische beker als landstitel. Nadien volgden nog passages bij de Brisbane Wildcats en bij het Israëlische Ironi Ness Ziona BC waarna Beal in 2017 zijn loopbaan afsloot.

## Palmares

### Club
Telenet Oostende
- 2016: Beker van België
- 2016: Belgisch landskampioen

Perth Wildcats
- 2014, 2016: Australisch landskampioen